# Echaluguddekaval, Krishnarajpet
Echaluguddekaval là một làng thuộc tehsil Krishnarajpet, huyện Mandya, bang Karnataka, Ấn Độ.